# Psihoterapeut
Psihoterapeut je stručnjak koji se bavi liječenjem duševnih poremećaja psihološkim metodama liječenja. Najčešće se radi o psihijatrima koji su se posebno educirali za liječenje psihološkim metodama (a koji uz ove tehnike mogu propisivati i lijekove), ili o psiholozima (koji međutim ne mogu propisivati lijekove jer nisu liječnici, te nisu za to educirani). 
Psihološke metode liječenja (odnosno psihoterapija) može biti različitih vrsta: dinamska, bihevioralna, kognitivna. Dinamska psihoterapija provodi se tako što se terapeut bavi odnosom koji se razvija između njega i pacijenta, te promatranjem i komentiranjem takvog odnosa nastoji potaknuti pozitivne pomake u budućim odnosima svoga pacijenta kroz pozitivno (korektivno) emocionalno iskustvo. Bihevioralna psihoterapija se temelji na tome da se psihoterapeut bavi promjenom ponašanja kod svog pacijenta, tj. da ga savjetuje (obično kroz nekoliko koraka) kako izmijeniti neprilagođeno ponašanje. Kognitivna psihoterapija za cilj ima izmijeniti način razmišljanja kod pacijenta.